# 7529 Vagnozzi
7529 Vagnozzi este un asteroid din centura principală, descoperit pe 16 ianuarie 1994.